# Пічкур Дмитро Степанович
Дмитро́ Степа́нович Пічку́р (24 квітня 1941, Розсохуватка, Катеринопільський район, Черкаська область — 26 січня 2018, м. Вінниця)) — український поет і публіцист. Член Національної спілки журналістів України, Національної спілки письменників України (2000).

## Біографія
Народився 24 квітня 1941 року у с. Розсохуватка, Катеринопільського району, Київської (від 1954 року — Черкаської області). Після закінчення Розсохуватської середньої школи (1959) працював на будівництві Кременчуцького водосховища, служив у війську, будуючи ракетні майданчики на Уралі.
Закінчивши факультет журналістики Київського державного університету (1971), а згодом й Вишу партійну школу, понад тридцять років пропрацював у газеті «Вінницька правда», нині — «Вінниччина», де був завідувачем відділу і упорядником літературно-мистецької сторінки «Зоряна криниця», активно дописував до газети «Літературна Україна», був відповідальним секретарем Вінницької обласної письменницької організації, завідувачем Кабінету молодого автора ВОО НСПУ.

Помер у Вінниці 26 січня 2018 року. Похований у рідному селі.

## Літературна діяльність
Відбиток на літературну долю залишили знайомство під час служби у війську з Василем Стусом, лекції Василя Симоненка у школі робкорів при газеті «Черкаська правда», підтримка Петра Перебийноса та рекомендації до Спілки письменників від Дмитра Чередниченка та Володимира Забаштанського.

Автор книг поезії:

| - «Ще так до осені далеко» (1997); - «Журавлиний берег» (1997); - «Високосне літо» (1998); - «Пізній мед» (1999); - «Квіти для дружини» (2003); - «Квіти для дружини» (2003); | - «Скатертина на двох» (2005); - «За крок до обрію» (2006); - «Жорна»: поезія та проза (2011); - «Підпалок» (2016); - «Ще буде тепло. Акварелі» (2017). |

Статті та спогади «Біля Стусової криниці» увійшли до енциклопедичного довідника «Рух опору в Україні 1960—1990 років».

На його вірші написана низка пісень, які виконують Павло Мрежук, Станіслав Городинський та ін. Пісня на «Величання любові» — лауреат фестивалю «Слов'янський базар».